# 59 Piscium
59 Piscium, eller XX Piscium, är en pulserande variabel av Delta Scuti-typ (DSCTC:) i Fiskarnas stjärnbild.
Stjärnan har visuell magnitud +6,13 och varierar i amplitud med 0,04 magnituder och en period av 0,104 dygn eller 2,5 timmar.